# معادله موج

حرکت یک پالس در ریسمانی که دو سر آن ثابت است. مدل نمایش داده شده با استفاده از معادله موج بدست آمده است.

معادله موج (Wave equation) معادله‌ای خطی و کلاسیک از نوع معادلات دیفرانسیل هذلولوی پاره‌ای است. در حالت دو بعدی (نسبت به مکان) معادلهٔ درجهٔ دوم موج به صورت زیر نمایش داده می‌شود:
{\displaystyle {\partial ^{2}u \over \partial t^{2}}=c^{2}\nabla ^{2}u\!}
که در اینجا {\displaystyle \nabla ^{2}={\partial ^{2}u \over \partial x^{2}}+{\partial ^{2}u \over \partial y^{2}}\!} عملگر لاپلاس، {\displaystyle t\!} زمان، {\displaystyle u\!} دامنهٔ موج، و {\displaystyle c\!} ضریبی است ثابت برابر با سرعت موج.
به عنوان تعمیمی از معادلهٔ خطی موج، می‌توان سرعت را تابعی از دامنه موج گرفت. در این حالت، معادلهٔ غیرخطی موج خواهیم داشت
{\displaystyle {\partial ^{2}u \over \partial t^{2}}=c(u)^{2}\nabla ^{2}u}

## معادله درجهٔ اول موج

امواج کروی صادره از یک منبع نقطه‌ای.

(در حالت یک‌بعدی نسبت به‌مکان) معادلهٔ درجهٔ دوم بالا را می‌توانیم به دو معادله درجه اول موج به‌صورت زیر قسمت کنیم:
{\displaystyle \left[{\frac {\partial }{\partial t}}-c{\frac {\partial }{\partial x}}\right]\left[{\frac {\partial }{\partial t}}+c{\frac {\partial }{\partial x}}\right]u=0}
{\displaystyle {\Big \Downarrow }}
{\displaystyle {\frac {\partial u}{\partial t}}-c{\frac {\partial u}{\partial x}}=0\qquad {\mbox{and}}\qquad {\frac {\partial u}{\partial t}}+c{\frac {\partial u}{\partial x}}=0}

## جواب‌ها
در حالت یک بعدی داریم:
{\displaystyle {\partial ^{2}u \over \partial t^{2}}-c^{2}{\partial ^{2}u \over \partial x^{2}}=0\!}
برای حل مسئله ابتدا تغییر متغیر زیر را انجام می‌دهیم:
{\displaystyle x+ct=\xi \!}، {\displaystyle x-ct=\eta \!}
به سادگی می‌توان نشان داد که در دستگاه مختصات جدید {\displaystyle \xi \!} و {\displaystyle \eta \!} معادله موج به صورت زیر در می‌آید:
{\displaystyle u_{\xi \eta }={\partial ^{2}u \over \partial \xi \,\partial \eta }=0\!}
که با انتگرال‌گیری ازآن داریم:
{\displaystyle u=f(\xi )+g(\eta )\!}
که در اینجا {\displaystyle f\!} و {\displaystyle g\!} توابع دلخواه (ولی مشتق‌پذیر) هستند.

### جواب سینوسی
یک جواب معادله‌ٔ موج می‌تواند به این شکل باشد:
{\displaystyle u(x,t)=A\sin(kx-\omega t+\phi )\,}
{\displaystyle k} عدد موج، {\displaystyle \omega } سرعت زاویه‌ای، {\displaystyle \lambda } طول موج، {\displaystyle \phi } فاز، {\displaystyle T} دوره تناوب و {\displaystyle f} بسامد حرکت نوسانی نام دارند.
{\displaystyle \omega ={\frac {2\pi }{T}}=2\pi f\quad ,\quad k={\frac {2\pi }{\lambda }}\quad ,\quad c={\frac {\lambda }{T}}}

## سرعت فاز و سرعت گروه
جایی که (A(z,t پوشش دامنه‌ای که برای موج داریم و K تعداد موج و {\displaystyle \phi } نمایانگر فاز موج است. سرعت فاز vp این موج توسط {\displaystyle v_{p}={\frac {\omega }{k}}=\lambda f,\,} نشان داده می‌شود. ( {\displaystyle \lambda } نمایانگر طول موج است.